# Peter Pekarík
Peter Pekarík (Žilina, 30. listopada 1986.) slovački je nogometaš koji igra na poziciji desnog beka. Trenutačno je bez kluba.

## Klupska karijera
Rođen je u Žilini 1986., gdje već u osnovnoškolskim danima počinje igrati za juniorsku momčad lokalnog nogometnog kluba MŠK Žilina. Prelaskom u seniorsku momčad, za svoj gradski klub je odigrao ukupno 111 susreta pritom zaivši 5 pogodaka. Svoj prvi nastup u Slovačkoj Superligi ostvario je u dresu Dubnice, u kojoj je bio na posudbi tijekom jedne sezone. Tijekom te posudbe odigrao je čak 27 utakmica te je bio redovni član prve postave Dubnice. Nakon što je trener Žiline uvidio njegove stvarne mogućnosti, u sezoni 2006./07. je odigrao 35 utakmica te osvojio svoj prvi klupski naslov, naslov državnog prvaka.
Nakon odličnog jesenskog dijela sezone 2008./09., Pekarík je potpisao ugovor na četiri i pol sezone za njemačkog prvoligaša Wolfsburga u siječnju 2009. Prvi nastup u njemačkoj Bundesligi ostvario je 31. siječnja 2009. na susretu protiv 1. FC Kölna. Igrao je prvo poluvrijeme, a susret je na kraju završio s neriješenih 1:1. Sve ostale prvoligaške utakmice igrao je u prvoj postavi, te je s Wolfsburgom prvi put u klupskoj povijesti osvojio naslov njemačkog prvaka.
U kolovozu 2011. Pekarík potpisuje za turskog prvoligaša Kayserispora jednogodišnju posudbu. Tijekom te sezone u Turskoj zaigrao je 27 puta, ali bez zabijenog pogotka.
U jesen 2012. godine potpisao je za njemački klub Herthu BSC iz Berlina.

## Vanjske poveznice
- Peter Pekarík – FIFA.com  Arhivirana inačica izvorne stranice od 5. ožujka 2016. (Wayback Machine) (engl.)
- Peter Pekarík na national-football-teams.com (engl.)
- Peter Pekarík na fussballdaten.de (njem.)

|  | Zajednički poslužitelj ima još gradiva o temi Peter Pekarík |